# Pierre Baruzy
Le comte Pierre Baruzy, né le 19 mai 1897 à Amiens et décédé le 17 décembre 1994 à Paris 7e, est un industriel, boxeur et entraîneur de boxe française, militant associatif et politique français.

## Biographie

### Jeunesse
Descendant d'une noble famille vénitienne, le comte Pierre Baruzy est le fils d'un officier. 
Au cours de la Première Guerre mondiale, il sert successivement dans la cavalerie et dans l'aviation. Il est blessé à trois reprises, la dernière assez gravement, l'obligeant à plusieurs mois de rééducation. Il reçoit la Médaille militaire et la croix de guerre. 
Il devient ingénieur après des études à Paris, à la Sorbonne et aux États-Unis, à l’Institut polytechnique de Worcester

### L'Industriel
Il est entré en 1920 à la compagnie des meules Norton, filiale française du groupe américain Norton. Il est directeur commercial de 1922 à 1930, directeur général, puis président de 1938 à 1962. Il est ensuite P-DG de la société Electro-Vorwerk de 1962 à 1967. La société Electro-Vorwerk, établie en France en 1961 et spécialisée dans l’électroménager, est une filiale d’un groupe allemand familial fondé en 1883. Il est également président du conseil de direction de la société Timken-France de 1962 à 1972, une filiale du groupe américain Timken Roller Bearing company. Il est aussi administrateur de la banque de l’Union Occidentale de 1960 à 1975.
Baruzy milite à partir de 1945 au moins au Comité national de l'organisation française (CNOF), qui s'intéresse à la productivité. Il le préside de novembre 1952 à 1957, après avoir été membre de son conseil d'administration puis son vice-président de 1949 à 1951. Il est ensuite président du CIOS (comité international d’organisation scientifique) en 1957, président du conseil européen du CIOS (CECIOS). Dans les années 1960, il préside l’Association française des conseillers de direction (AFCOD) et participe, en tant que tel, aux travaux de la commission de productivité du 5e plan. Il est aussi chancelier de l'International Academy of Management de 1963 à 1968. Il a publié plusieurs articles, brochures et livres consacrés au management. Son fils, Jacques-Georges Baruzy, sera délégué général du CNOF dans les années 1960.

### Champion de boxe française
Il entre à 13 ans à l’académie de boxe française où il fut l'élève de Charles Charlemont et fut titré onze fois champion de France poids moyens. En 1924, la boxe française fut incluse pour la première fois aux Jeux olympiques d'été de 1924 à Paris. En une journée Baruzy battit le matin le mi-lourd Demerle et l'après-midi le champion de Belgique Bar. En 1930, il succéda au docteur Pugniez à la présidence de l'Académie de Boxe Française. En 1937 se déroula le dernier Championnat de France (jusqu'à sa renaissance en 1966) durant lequel Baruzy obtint le titre de Champion toutes catégories en battant même les tireurs mi-lourds et lourds. Entre 1922 et 1935, il obtint 11 titres de champion. 
Il donnera un nouvel élan à ce sport après la Seconde Guerre mondiale, en présidant la Fédération nationale de boxe française et en continuant à pratiquer ce sport chaque jour, à plus de 60 ans. Le 8 janvier 1965, il fut président fondateur du Comité National de Boxe Française dont Lucien Alliot assura la présidence par la suite et qui sera remplacée en 1975 par la Fédération Française de Boxe Française Savate (FFBFS et DA).
Auteur d'un ouvrage de référence sur la boxe française, Pierre Baruzy estimait que « cette discipline offre une excellente méthode de lutte et d'éducation physique, aidant la personne qui la pratique à être en contrôle de sa santé, autant au niveau du corps que de la tête, et lui apporte une meilleure confiance en lui pour affronter les difficultés de la vie »,.

### Engagement politique: des Jeunesses Patriotes au CEPEC

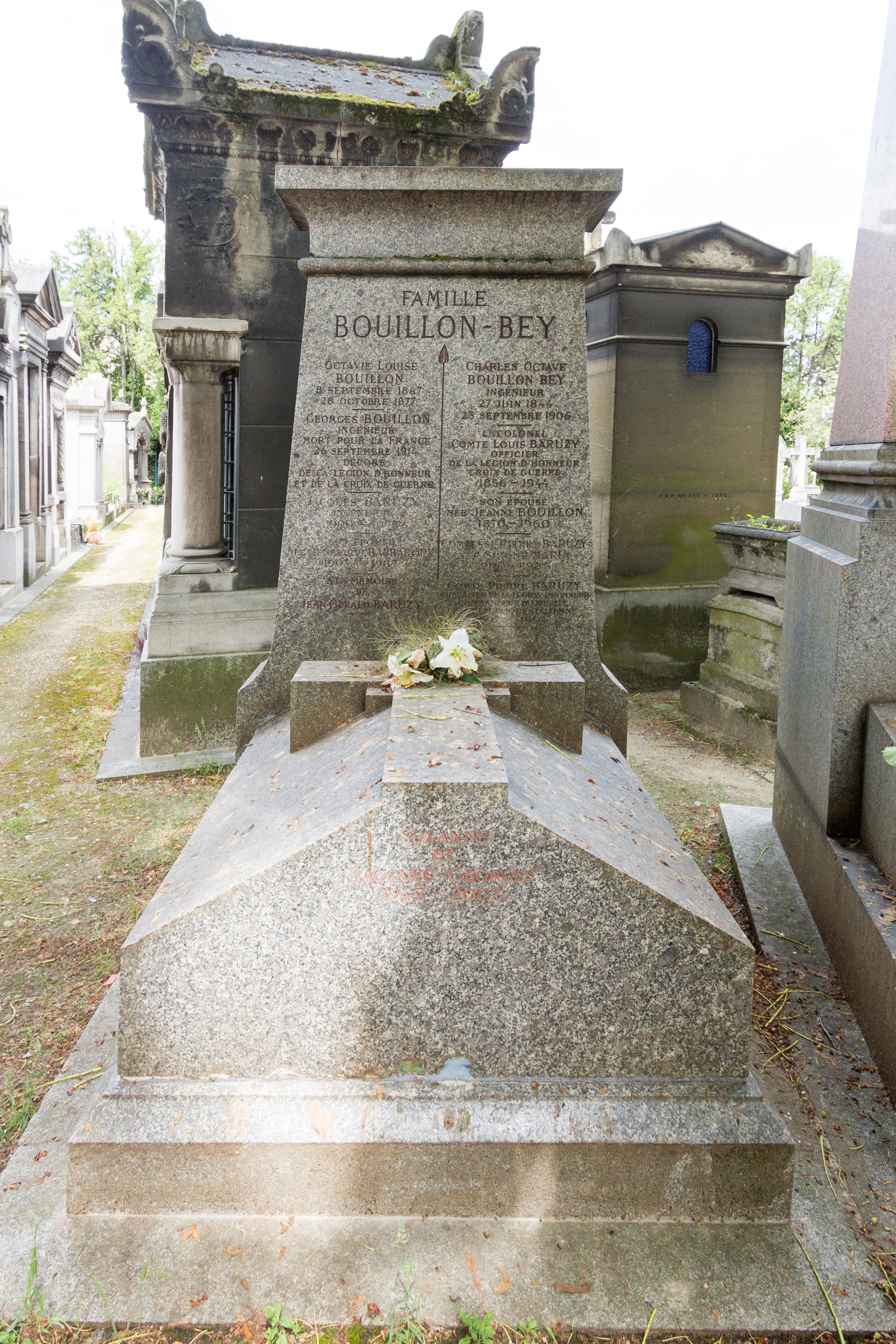
Tombe au cimetière de Passy.

Baruzy est un militant du corporatisme au sein des Jeunesses patriotes. « JP de la première heure », il adhère aux Jeunesses patriotes en 1926 et intègre leur commission ouvrière en 1933. Devenu son président en 1934, il la rebaptise en 1935 Union corporative des travailleurs et producteurs de France (UCTPF),. Son association se montre hostile à la CGT. Il donne des conférences pour présenter le projet corporatiste de Charte sociale du travail, « pour en finir une fois pour toutes avec la lutte de classes » ; il recommande alors aux chefs d’entreprise de faire appel « aux travailleurs loyaux et français qui se groupent autour des JP » et de chasser « impitoyablement ceux qui se dressent devant vous en ennemi et qui rêvent d’anéantir la fortune de la France ». Il exalte dans les années 1930 « l’ordre, la hiérarchie, la discipline » face aux « chimères » de « l’Anti-France ». Il entre en relation avec d'autres militants corporatistes de droite : il prend part ainsi au congrès des Métiers français en 1937, aux côtés de patrons catholiques comme Jacques Warnier, de militants comme André Voisin, d'intellectuels catholiques comme Jean de Fabrègues.  
Sous l'Occupation, Baruzy est nommé en décembre 1941 conseiller municipal de Paris (du 10e arrondissement) par le ministre de l’intérieur Pierre Pucheu et devient secrétaire du conseil municipal en avril 1943. Il est aussi désigné en janvier 1941 membre du comité provisoire du Rassemblement pour la Révolution nationale imaginé par Henry du Moulin de Labarthète, directeur du cabinet civil de Pétain. Fondé en réaction aux ambitions de Marcel Déat, ce Rassemblement est aussi un organisme concurrent de la Légion française des combattants. Son comité devait réfléchir à la mise en place d’un mouvement de masse visant à « assurer au nouveau régime ses assises et briser l’activité renaissante de certaines organisation [ le PCF ]», mais il n’eut qu’une existence éphémère. Cette même année, il approuve la Charte du travail du 4 octobre 1941 voulue par le régime de Vichy.

Toutefois, il mène un double jeu et fait figure de vichysto-résistant. Il est arrêté en août 1944 mais il s’est vu décerner la médaille de la résistance. Il affirme en 1972 avoir été en relation avec le général Georges Revers, chef de l'Organisation de résistance de l'Armée (ORA) et avoir fait partie dès 1942 du réseau Buckmaster. Baruzy prétend avoir sauvé onze aviateurs des forces alliées dont les avions avait été abattus par l'armée allemande. Ses activités de résistant lui valurent de recevoir la médaille de la Liberté du général Eisenhower en 1945, ainsi qu'une seconde médaille du Président Ronald Reagan en 1984 ; ce qui fait de lui le seul français ayant reçu ses deux médailles. Pierre Taittinger, l'ancien chef des JP et ancien président du conseil municipal de Paris en 1943-1944, le décrit ainsi après la guerre : 

« Pierre Baruzy, auquel m’unit une vieille et solide affection. Ancien champion de France de boxe, soldat prestigieux pendant la guerre 1914-1918, Baruzy est, en même temps qu’un athlète intégral, un Français complet. Poète à ses heures, orateur quand il le faut, entraîneur d’hommes à toutes les minutes de sa vie, Pierre Baruzy, industriel, est un « social ». (…) Pierre Baruzy appartenait à un réseau de résistance, qui a manifesté sa vaillance en prenant une part effective aux combats de rue du 19 au 24 août 1944. »

Après la guerre, il tente de convaincre sans succès des candidats « indépendants » de droite de se désister pour celui arrivé en tête lors d'une élection législative partielle en 1952 à Paris. Il préside à partir de 1949 le CEGAR (Comité d’études des groupes d’action régionale), est l'un des vice-présidents fondateurs du Centre d'études politiques et civiques (CEPEC) en 1954. Il est aussi membre du groupe français du Comité européen pour le progrès économique et social et membre en 1956 du comité Défense de la France, qui entend « manifester, tant aux yeux du gouvernement qu'aux yeux de l'opinion étrangère, la volonté profonde de la nation française de voir mettre un terme à des abandons et à des déchéances qui se sont précipités jusqu'ici, et qui ne peuvent conduire qu'à une catastrophe irrémédiable ». 
Dans les années 1960, il est membre du comité de patronage du Centre d'information civique .
Il meurt le 17 décembre 1994 à Paris et est inhumé au cimetière de Passy (1re division).

### Distinctions
Le comte Pierre Baruzy a reçu de nombreuses distinctions tant civiles que militaires tout au long de sa carrière :
- Chevalier de la Légion d'Honneur[Quand ?]
- Médaille Militaire
- Commandeur du Mérite de la République Italienne
- Chevalier de Saint-Marc (Italie)
- Croix de Guerre (1914-1918)
- Medal of Freedom (USA)
- Médaille des Combattants Volontaires (1918 et 1945)
- Médaille de la Résistance
- Officier du Mérite Commercial
- Officier du Mérite Civique
- Officier du Mérite de l’Économie Nationale
- Chevalier du Mérite scientifique (non-officiel)
- Médaille d'or du travail (avec palmes)
- Médaille d'or de l’Éducation Physique
- Médaille Wallace
- Médaille de la Fédération Internationale du Tourisme

## Publications
- Pierre Baruzy, Les problèmes sociaux dans l'entreprise, vue d'ensemble et réalités, Promotion et édition, 1968, 223 p.
- Ibid., Le Savoir-diriger, Entreprise moderne d'édition, 1972, 188 p.
- Ibid., Richesse de la gastronomie italienne, Carrefour des Lettres, 1974, 56 p.
- Ibid., Les Doges de Venise, Barré & Dayez, 1992, 165 p.
- Ibid., Savoir aimer Venise, Imprimerie de l'Observateur, s.d., 62 p. Vendu au bénéfice de la sauvegarde de Venise.

## Sources et bibliographie
- Philippe Nivet, Les assemblées parisiennes de la déclaration de guerre à la Libération de Paris, 1939-1944, Fédération des sociétés historiques et archéologiques de Paris et d’Ile-de-France, 1996, p. 87-88
- Olivier Dard, Le corporatisme entre traditionalistes et modernisateurs : des groupements aux cercles du pouvoir, dans Didier Musiedlak (dir.), Les expériences corporatives dans l'aire latine, Peter Lang, 2010, p. 71
- Michel Delahaye, Savate et chausson, boxe française d'hier et d'aujourd'hui, Trédaniel, 1994
- Who's who, 1977, 1980
- Georges Gauvin, François Dominique Brécher, Comte Baruzy: la mémoire du vieux lion, Barré & Dayez, 1991
- Catalogue général de la BNF